# شهرستان شوش
شهرستان شوش یکی از شهرستان‌های استان خوزستان ایران است. مرکز این شهرستان، شهر شوش است.
این شهرستان، در تاریخ ۲۱ تیر ۱۳۶۸ از شهرستان دزفول جدا شد و مستقل گردید.

## مردم شناسی
بافت قومی شهرستان شوش عمدتا از لرها ،و بخشی از اعراب تشکیل شده است.لرها در شمال و شرق غرب شهرستان ،اعراب در جنوب شهرستان ساکنند.همچنین ایرنا جمعیت شهر شوش را ترکیبی از اقوام مختلف مانند:لر و عرب می‌داند

## تقسیم‌بندی کشوری
شهرستان شوش دارای ۲ بخش، ۴ دهستان و ۳ شهر به شرح زیر است:

### شهرستان شوش
| بخش       | مرکز بخش  | جمعیت بخش ۱۳۹۵ | نام دهستان | مرکز دهستان | جمعیت دهستان ۱۳۹۵ | شهر       | جمعیت شهر ۱۳۹۵       |
| --------- | --------- | -------------- | ---------- | ----------- | ----------------- | --------- | -------------------- |
| مرکزی     | شوش       | ۱۲۰٬۱۹۹ نفر    | حسین‌آباد   | عمله تیمور  | ۲۳٬۶۸۶ نفر        | شوش حر    | ۷۷٬۱۴۸ نفر ۹٬۱۷۷ نفر |
| مرکزی     | شوش       | ۱۲۰٬۱۹۹ نفر    | بن معلی    | بهرام       | ۱۰٬۱۸۸ نفر        | شوش حر    | ۷۷٬۱۴۸ نفر ۹٬۱۷۷ نفر |
| فتح‌المبین | فتح‌المبین | ۱۶٬۰۷۵ نفر     | سرخه       | فتح‌المبین   | ۶٬۶۶۶ نفر         | فتح‌المبین | ۲٬۹۷۳ نفر            |
| فتح‌المبین | فتح‌المبین | ۱۶٬۰۷۵ نفر     | چنانه      | محمد صافی   | ۶٬۴۳۶ نفر         | فتح‌المبین | ۲٬۹۷۳ نفر            |

## جمعیت
بر پایه سرشماری عمومی نفوس و مسکن در سال ۱۳۹۵، جمعیت شهرستان شوش برابر با ۱۳۶،۳۸۹ نفر بوده‌است.

## موقعیت جغرافیایی
شهرستان شوش از شمال با شهرستان اندیمشک، از شمال غربی با شهرستان دهلران استان ایلام، از جنوب با شهرستان کرخه، از جنوب غربی با شهرستان دشت آزادگان، از جنوب شرقی با شهرستان شوشتر، از شرق با شهرستان دزفول و از غرب با مرز عراق همسایه است.